# Gmina zbiorowa Herzlake
Gmina zbiorowa Herzlake (niem. Samtgemeinde Herzlake) – gmina zbiorowa położona w niemieckim kraju związkowym Dolna Saksonia, w powiecie Emsland. Siedziba administracji gminy zbiorowej znajduje się w miejscowości Herzlake.

## Podział administracyjny
Do gminy zbiorowej Herzlake należą trzy gminy:
1. Dohren
2. Herzlake
3. Lähden